# Kirsten Moore-Towers
Kirsten Moore-Towers (St. Catharines, 1 de julio de 1992) es una deportista canadiense que compitió en patinaje artístico, en la modalidad de parejas.
Participó en dos Juegos Olímpicos de Invierno, en los años 2014 y 2018, obteniendo una medalla de plata en Sochi 2014, en la prueba de equipo.

## Palmarés internacional
| Juegos Olímpicos | Juegos Olímpicos | Juegos Olímpicos | Juegos Olímpicos |
| Año              | Lugar            | Medalla          | Prueba           |
| ---------------- | ---------------- | ---------------- | ---------------- |
| 2014             | Sochi (Rusia)    | Medalla de plata | Equipo           |